# 上郡町立上郡中学校
上郡町立上郡中学校（かみごおりちょうりつ かみごおりちゅうがっこう）は、兵庫県赤穂郡上郡町にある公立中学校。
上郡町立としては、町内で唯一の中学校である。

## 沿革
戦後の学制改革において、現在の上郡町域にあたる5町村（上郡町（旧）・鞍居村・高田村・赤松村・船坂村）は県内他町村のような組合設立には動かず、それぞれ町村立小学校や他の建物を間借りする形で新制中学校を設立する。のち5校とも独立校舎を構え、1955年（昭和30年）に上郡町（旧）を中心とする5町村が合併し上郡町（新）となった際にもこれらの中学校は存置された。
1956年（昭和31年）6月30日公布の新市町村建設促進法により文部省が統廃合を推し進める方針を示すと、上郡町は1957年（昭和32年）9月6日に同法に基づく建設審議会教育部会を開き、この会議では統合に原則的賛成とするものの、通学距離・教員過剰などの問題が指摘され、結局統合にあたっては問題点を解決しながら漸進するという方法で臨むことに一致した。1959年（昭和34年）9月19日の町議会で翌年度から5校を1校に統合する議案が提出され、審議の結果可決された。以下、公式HP「地域の概要と学校の沿革」による。
- 1947年（昭和22年）4月22日 - 前身校である上郡町立上郡中学校（旧）、高田村立高田中学校、鞍居村立鞍居中学校、赤松村立赤松中学校、船坂村立船坂中学校開校。
- 1955年（昭和30年）3月25日 - 5町村が合併し上郡町（新）が発足、5校とも上郡町立となる。
- 1960年（昭和35年）4月1日 - 5中学校を統合、上郡町立上郡中学校（新）となる。上郡町の主張では本年を本校の創立年としている。
- 1962年（昭和37年）5月12日 - 上郡町井上220番地にて新校舎落成祝賀式。
- 1964年（昭和39年）9月1日 - 校歌制定（作詞:竹中郁、作曲:川澄健一）。
- 1996年（平成8年）10月24日 - 全国学校体育優良校として表彰。
- 1997年（平成9年）4月1日 - 校区の一部（光都地区）を播磨高原広域事務組合立播磨高原東中学校へ分離。
- 1999年（平成11年）10月4日 - タイ国タプラヤ・サップムアング校と姉妹校提携調印。
- 2009年（平成21年）4月1日 - 千種川床上浸水対策特別緊急事業により、現在地に校地移転。

## 校訓・教育目標
校訓。
- 勤勉　＜めざめの力　はげみの力＞
- 協調　＜腕くみあう　われらの睦み＞
- 創造　＜とびたつ姿勢　はばたく姿勢＞

教育目標
「自立・貢献」～自力で思考し、自力で表現し、自力で行動する、上中生の育成～

## 部活動
平成以降では、剣道部・柔道部・ソフトテニス部に全国大会出場の実績がある。

### 運動部
- 野球部
- 陸上競技部
- ソフトテニス部 - 2010年度 男子団体 全国制覇
- バスケットボール部
- 柔道部
- サッカー部
- 剣道部

### 文化部
- 吹奏楽部
- 美術部
- 科学部 - 2006年（平成18年）11月27日、環境省主催・日本野鳥保護連盟会長褒状受賞

## 校区
以下の小学校の通学区域。上郡町のうち、光都を除く全域。
- 上郡町立高田小学校
- 上郡町立山野里小学校
- 上郡町立上郡小学校

## アクセス
- JR 山陽本線および智頭急行智頭線の上郡駅より南西へ約1.5km。徒歩約20分。

## 周辺の施設・道路
- 上郡町立山野里小学校
- 兵庫県立上郡高等学校
- 上郡町役場
- JR山陽本線・智頭急行智頭線 上郡駅
- 上郡町立研修センターピュアランド山の里
- 上郡町スポーツセンター
- 国道373号
- 兵庫県道5号姫路上郡線
- 兵庫県道28号上郡末広線
- 兵庫県道451号西新宿上郡線

## 主な出身者
- 松本雄史 - 柔道選手
- 高野純一 - サッカー選手
- 中谷圭佑 - 陸上競技選手

## 校区が隣接している学校
- 赤穂市立有年中学校
- 相生市立矢野川中学校
- 播磨高原広域事務組合立播磨高原東中学校
- 佐用町立三日月中学校
- 佐用町立上津中学校
- 佐用町立上月中学校
- 岡山県備前市立吉永中学校
- 岡山県備前市立三石中学校